# Shannonomyia minutipennis
Shannonomyia minutipennis är en tvåvingeart som beskrevs av Alexander 1929. Shannonomyia minutipennis ingår i släktet Shannonomyia och familjen småharkrankar. Inga underarter finns listade i Catalogue of Life.